# Zielonka (Przemyśl)
Zielonka – część miasta Przemyśla oraz osiedle administrayjne nr 17 miasta Przemyśla (jednostka pomocnicza gminy)
Położona jest w południowej części miasta i obejmuje ulice: Grochowska strona prawa od nr 50 do końca, strona lewa od nr 57 do końca, Jarowa, Jacka Kaczmarskiego, Kruhelska strona prawa od nr 48 do końca, strona lewa od nr 41 do końca, Ludwika Pasteura, Potokowa, Ustronie, Na Zawadach, Ziemowita.
Dawniej był to przysiółek Pikulic, w związku z reformą administracyjną kraju jesienią 1954 włączony do gromady Pikulice w powiecie przemyskim, włączony do Przemyśla w związku z reformą administracyjną kraju jesienią 1954. 29 lutego 1956 odłączona od gromady Pikulice i włączona do Przemyśla (203,23 ha)
W 2023 roku liczba mieszkańców Zielonki wynosiła 249; było to najmniej ludne osiedle Przemyśla.